# Municipio de Alban
El municipio de Alban (en inglés: Alban Township) es un municipio ubicado en el condado de Grant en el estado estadounidense de Dakota del Sur. En el año 2010 tenía una población de 580 habitantes y una densidad poblacional de 4,1 personas por km².

## Geografía
El municipio de Alban se encuentra ubicado en las coordenadas 45°12′2″N 96°32′32″O / 45.20056, -96.54222. Según la Oficina del Censo de los Estados Unidos, el municipio tiene una superficie total de 141.33 km², de la cual 140,11 km² corresponden a tierra firme y (0,86 %) 1,22 km² es agua.

## Demografía
Según el censo de 2010, había 580 personas residiendo en el municipio de Alban. La densidad de población era de 4,1 hab./km². De los 580 habitantes, el municipio de Alban estaba compuesto por el 98,79 % blancos, el 0,17 % eran afroamericanos, el 0,17 % eran amerindios, el 0,34 % eran asiáticos, el 0,34 % eran de otras razas y el 0,17 % eran de una mezcla de razas. Del total de la población el 3,62 % eran hispanos o latinos de cualquier raza.